# Masako do Japão
Masako GCIH (em japonês: 雅子; nascida Masako Owada; Tóquio, 9 de dezembro de 1963) é a imperatriz consorte do Japão, esposa do imperador Naruhito, o 126.º imperador do Japão desde 2019, e portanto, membro da família imperial japonesa, seu mon é a rosa mosqueta, seu título honorífico é Sua Majestade Imperial e sua ordem de precedência é a Ordem da Coroa Preciosa.

## Família
Masako nasceu como a filha mais velha do diplomata Hisashi Owada e de sua esposa, Yumiko Egashira. Masako tem duas irmãs menores e gêmeas, Reiko e Setsuko.
A Família Owada é descendente dos últimos ramos de samurais que serviram ao Clã Naito na Província Murakami no final do século XVIII. De acordo com registros do museu da família, em 1787, Shinroku Owada e seu filho Heigoro chegaram para servir ao clã. Com a dissolução do Shogunato, os Owadas foram para Takada em busca de trabalho, privados de seus títulos. Gerações mais tarde, em Shibata, os Owadas recuperaram seu prestígio social graças à sua associação com o negócio de salmões. Em virtude disso, eles foram conhecidos como "sake no ko", expressão que significa "descendentes do salmão". A fim de amparar as crianças dos ex-samurais empobrecidos, a cooperativa estabeleceu um fundo de educação que permaneceu ativo até a década de 1960. Foi graças a essa organização beneficente que tanto o pai quanto o avô de Masako tiveram acesso à sua formação inicial.
Enquanto isso, a família materna, os Egashira, também tinha origem samurai em sua linhagem, mas contava com almirantes da Marinha Imperial Japonesa em sua árvore genealógica no início do século XX. O avô de Masako por parte materna era diretor administrativo de uma das maiores instituições financeiras do Japão no século XX, o Banco Industrial do Japão.
De acordo com fontes próximas de Masako, ela idolatrava seu pai, aspirando a uma carreira diplomática, e carregava, como primogênita, grande responsabilidade.

## Educação
Masako foi morar em Moscou com sua família quando tinha somente dezoito meses, em 1965, e passou seu jardim de infância lá. Com menos de cinco anos de idade, Masako foi matriculada no Jardim de Infância Público nº 81 da cidade de Nova Iorque, enquanto seu pai foi designado para a missão japonesa nas Nações Unidas. Ao retornar para o Japão, em 1971, Masako foi educada em duas instituições particulares antes de ser inscrita em uma escola particular para meninas, Denenchofu Futaba, no subúrbio de Tóquio conhecido como Den-en-chōfu.
Em 1972, Masako inciou seus estudos na Denenchofu Futaba. Foi durante seus anos em Tóquio que Masako começou a tocar piano e a jogar tênis em seu tempo livre e se inscreveu no clube de artesanato. Na sexta série, decidiu que queria se tornar cirurgiã veterinária devido ao seu interesse inicial por animais e após ter realizado uma dissecação e empalhamento de um pássaro kojukei de espécie chinesa em um projeto escolar. Masako também demonstrou ser uma aluna focada e determinada, que rapidamente alçou o topo de sua turma. Destacava-se na língua inglesa, apesar de manter notas excelentes em outras disciplinas. Ainda em Denenchofu Futaba, ela decidiu embarcar no estudo de seu quarto e quinto idiomas, francês e alemão.
Subsequentemente, a família Owada mudou-se para os Estados Unidos, quando o pai de Masako tornou-se um professor convidado da Universidade Harvard e também vice-embaixador japonês no país. Masako estudou e graduou-se na Belmont High School, em Belmont, Massachusetts, perto de Boston, onde ela foi presidente da National Honor Society. Ao longo de um ano, Masako fez parte do elenco de uma peça da M*A*S*H e teve seu talento literário reconhecido com um prêmio da sociedade alemã Goethe. Ela também esteve envolvida com o clube de matemática da escola.
Masako começou seus estudos em Harvard em 1981, apesar da relutância inicial de seu pai, que esperava que ela seguisse seus passos e se dedicasse ao estudo do direito. No entanto, ela sabia que a economia era fundamental para entender as relações internacionais e impulsionar sua carreira diplomática. Durante sua estadia, Masako se hospedou no Thayer Hall no primeiro ano e na Lowell House nos anos seguintes. Em Harvard, Masako teve a oportunidade de se aproximar do cônsul japonês em Boston e, a partir dessa relação, acabou assumindo uma espécie de papel de embaixadora não oficial do Japão. Desse modo, enquanto no papel de presidente da Sociedade Japonesa de Harvard, ela se encarregou de promover a cultura japonesa entre os alunos da universidade, por meio de exposições de arte, festas de sushi e sessões de cinema.
Em 1985, aos vinte e dois anos, a futura princesa adquiriu um diploma de Bachelor of Arts, com dignidade acadêmica magna cum laude, em Economia pela Universidade Harvard. A tese de Masako, escrita sob a tutela do professor Jeffrey Sachs, tratava dos efeitos do preço do petróleo e das taxas de câmbio na economia japonesa.
A época de sua graduação coincidiu com uma grande mudança legal nos status das mulheres japonesas: a aprovação pelo Parlamento da Lei de Oportunidades Iguais no Emprego, garantindo que mulheres seguissem carreiras antes exclusivas para homens. Assim, Masako tornou-se uma potencial sogoshoku.

## Carreira diplomática
Em 1987, Masako deixou o Departamento de Direito da Universidade de Tóquio, onde estudou brevemente, para realizar o duro exame de admissão ao Ministério de Relações Exteriores, onde seu pai trabalhava como diretor-geral, tornando-se vice-ministro posteriormente. Acabou entrando no seleto e pequeno grupo de mulheres que haviam passado.
De 1988 até 1990, através de um programa de estudos patrocinado pelo Governo, ela estudou em um curso de pós-graduação em Relações Internacionais em Balliol College, na Universidade de Oxford, Inglaterra.
Masako tornou-se, ao longo dos anos, fluente em cinco línguas estrangeiras (inglês, francês, alemão, russo e espanhol).
Durante sua carreira como diplomata, ela conheceu grandes líderes mundiais, tais como o presidente norte-americano Bill Clinton e o presidente russo Boris Yeltsin. Trabalhou principalmente nas negociações com os Estados Unidos referentes a supercondutores.

## Relacionamento com o então Príncipe Naruhito
Em outubro de 1986, ainda estudante da Universidade de Tóquio, Masako conheceu pela primeira vez o Príncipe Naruhito, que se tornaria Príncipe Herdeiro três anos depois, com a morte de seu avô, o Imperador Hirohito. O príncipe Naruhito conheceu Masako Owada, quando tinha 22 anos, em um chá da tarde em homenagem à princesa Elena da Espanha. Diz-se que ele imediatamente se importou com ela. Recordando a reunião, ele disse mais tarde: "Ela é tão agradável, ela me deixa inconsciente da passagem do tempo".
O príncipe Naruhito passou seis anos tentando convencer Masako a se casar com ele. O processo começou com reuniões discretas e uma introdução ao Imperador e à Imperatriz, que ficaram "expressivamente impressionados". As reuniões entre o príncipe e Masako estavam sempre na companhia de chaperons.
Em 1987, o casal foi visto junto muitas vezes em público. Durante sua viagem de estudos à Inglaterra, Masako foi seguida e filmada por jornalistas japoneses. As primeiras propostas do príncipe e as propostas posteriores foram educadamente recusadas por mais de cinco anos.
Finalmente, em dezembro de 1992, Masako aceitou. Em uma ligação telefônica antes da aceitação, a Imperatriz teria prometido a Masako que não haveria problemas de sogro. Se Masako tivesse recusado a oferta de casamento, rumou-se que ela e sua família teriam sido condenadas ao ostracismo.
Seu nome desapareceu da lista de possíveis noivas imperiais quando surgiu a polêmica da corporação Chisso, da qual seu avô materno, Yutaka Egashira, era presidente. A Chisso se tornou infame pelo escândalo de poluição do desastre de Minamata. Atrás das cenas, entretanto, a relação com Naruhito continuou.
É dito que o príncipe pediu sua mão em casamento várias vezes, até que Masako acabou aceitando.

## Passatempos e interesses
Sua Alteza Imperial também é um amante do esporte e música, em especial o tênis, o esqui e beisebol. Em um momento da adolescência, Masako e suas colegas tentaram convencer as freiras de sua escola particular a formar uma equipe de beisebol. Apesar da negativa, as meninas conseguiram ao invés disso reviver o time de softball extinto da escola, que passou a conquistar campeonatos locais. Masako desempenhava o papel de terceira base e era uma excelente rebatedora. Além disso, ela era uma grande fã do Yomiuri Giants.
Masako ama o exterior. Atleta natural, gosta de fazer caminhadas, jogar tênis e, uma vez, tentou formar uma equipe de luta com todas as meninas sob o nome de Nancy. Em Oxford, ela era a timoneira em todos os tempos masculinos e de remo.

## Noivado e casamento
Em 9 de junho de 1993, o Príncipe Naruhito casou-se com Masako. Ela é uma polegada mais alta que o marido.
O casamento foi menos um evento de mídia do que o casamento de Akihito e Michiko em 1959, mas ainda bastante sensação, ajudando a renovar o interesse público e midiático na família real. Durante a cerimônia de casamento xintoísta, Masako usava uma peruca em cera e 12 camadas e 30 kg de roupas, incluindo dois quimonos cerimoniais (um sobre o outro) semelhantes aos usados pelas mulheres no século X por membros da dinastia Heian.
Para sua lua de mel, Naruhito e Masako fizeram uma visita obediente ao Santuário Imperial de Ise. Antes do casamento, Masako teria recebido 62 horas de tutoriais particulares em questões como a maneira correta de caminhar e o ângulo adequado para um arco imperial.
A princesa Masako teve que desistir de sua promissora carreira diplomática com seu casamento, já que a Constituição Japonesa não permite que membros da família imperial tenham emprego ou se envolvam em atividades políticas. Em sua estreia como princesa, Masako sentou-se entre Bill Clinton e Boris Yeltsin em um banquete de palácio para os líderes do grupo dos sete países industrializados. Falou russo com Yeltsin e inglês com Clinton e sem dúvida provavelmente traduziu para eles. E falou em francês com François Mitterrand.
Ao contrário de alguns membros da família Imperial no passado, ela manteve contato com seus velhos amigos e eles vieram sobre o chá e as refeições na residência do palácio. Masako teria passado grande parte do tempo escrevendo waka, poesia japonesa tradicional, que "os membros da família real devem dominar".
Em julho de 1994, o casal entrou na nova residência do Príncipe Herdeiro no complexo do Palácio de Akasaka, em Tóquio.

### Filhos
O Imperador Naruhito e a Imperatriz Masako do Japão tiveram dois filhos:
1. Na primeira gravidez, o nascituro morreu em conseqüência de aborto espontâneo, em dezembro de 1999;[21][22][23][24][25]
2. Sua Alteza Imperial[26] a Princesa Aiko (seu título real é Princesa Toshi), nascida no dia 1.º de dezembro de 2001.

## Problemas de saúde
"Às vezes, eu experimento dificuldades ao tentar achar o ponto próprio da balança entre coisas tradicionais e a minha própria personalidade."

Princesa Masako em 1996
A pressão para Masako dar à luz um menino foi grande, causando à então princesa estresse e depressão.
Após a lua de mel, a princesa Masako disse: "Não sinto nenhuma pressão especial para ter um bebê". Mas depois de um período de carência de nove meses, a imprensa teve uma visão diferente. Os jornais estavam cheios de histórias relacionadas com por que ela ainda não estava grávida. Havia rumores de que o príncipe e a princesa passaram por testes de fertilidade e havia especulações de que o príncipe tinha uma baixa contagem de esperma. Masako foi acusado de falta de patriotismo e prolongou a recessão japonesa por não produzir um herdeiro. Mitos que toda a sua educação e realizações representavam pouco se não pudesse ter uma criança.
As pequenas coisas foram vistas como sinais de que um bebê real era iminente. Uma vez, quando Masako usava saltos baixos na Exposição Nacional de Bonsai e então não conseguiu assistir a uma recepção para o presidente alemão, foi visto como um sinal de que ela estava finalmente grávida.
Em resposta à cobertura da mídia sobre os problemas de sua esposa ficando grávida, Naruhito disse: "Uma cegonha branca parece preferir um ambiente silencioso". Ele disse que a "cegonha" virá em "meu ritmo", uma referência ao fato de que demorou seis anos para convencer Masako a se casar com ele.
Em 10 de dezembro de 1999, um jornal japonês informou que Masako estava mostrando "primeiras indicações" de gravidez. A mídia de transmissão e outros jornais retomaram a história e logo todo o Japão estava falando sobre um herdeiro do trono. A gravidez foi a primeira em sete anos de casamento. Nunca foi oficialmente confirmado pelos oficiais do Palácio Imperial. No dia 30 de dezembro, na véspera de inaugurar o novo milênio, foi anunciado que a princesa Masako sofreu um aborto espontâneo. Acredita-se amplamente que Masako tinha sido submetido a um tratamento de fertilidade e a pressão e o estresse de ter que produzir um herdeiro constituíam um fator contribuinte para o aborto espontâneo. Depois, Naruhito fez um apelo excepcionalmente direto à mídia para recuar e mostrar mais "prudência e considerações ... em áreas que devem permanecer parte da privacidade de um indivíduo ".
Somente em 2004, a Casa Imperial do Japão reconheceu, em um comunicado, que Masako sofria de um "transtorno de adaptação", porque a vida da família imperial é muito reclusa. Hoje, embora continue sob tratamento médico-psiquiátrico com a Doutora Rika Kayama, Masako incorpora-se progressivamente aos compromissos oficiais.

## Biografia não-autorizada
Em novembro de 2006, uma polêmica biografia de Masako — intitulada "Princess Masako: Prisoner of the Chrysanthemum Throne" — foi publicada na Austrália e nos Estados Unidos. O autor do livro, o jornalista australiano Ben Hills, tenta esclarecer quais razões levaram a então princesa a se afastar de seus compromissos oficiais nos últimos anos. Hills, conforme alega, baseou-se em informações de fontes próximas da princesa e de seu marido. A versão japonesa do livro sairia em março de 2007; entretanto, a editora Kodansha acabou cancelando seus planos após a onda de protestos ao jornalista e à sua editora, Random House. O governo japonês chegou a declarar que o livro continha "descrições desrespeitosas" e "difamatórias em relação à família imperial e ao povo do Japão", e o embaixador japonês na Austrália exigiu "desculpas e correções".

## Debate sobre sucessão imperial
Em novembro de 2005, um comitê governamental recomendou mudar a Lei de Sucessão Imperial de 1947 para garantir que o primogênito dos príncipes herdeiros, de qualquer sexo, se tornasse o herdeiro do Trono do Crisântemo. A opinião pública debatia uma reforma para possibilitar a ascensão da Princesa Aiko. O então primeiro-ministro, Junichiro Koizumi, comprometeu-se a levar a reforma ao Parlamento.
Entretanto, a gravidez da Princesa Kiko, esposa do Príncipe Akishino, anunciada oficialmente em fevereiro de 2006, mudou os planos. Em setembro daquele ano, nasceu um menino, o Príncipe Hisahito de Akishino, que atualmente é o segundo na linha de sucessão sob a atual lei. O nascimento de Hisahito foi um alívio para membros partidários tradicionalistas e, de fato, desencorajou as propostas que sugeriam a sucessão feminina. Antes de seu nascimento, 84% da população mostrava-se favorável à mudança.
Acredita-se que o debate será continuado e finalizado em um momento apropriado no futuro.

## Títulos e estilos
- 9 de junho de 1993 - 30 de abril de 2019: Sua Alteza Imperial, a Princesa Herdeira do Japão
- 1 de maio de 2019 - presente: Sua Majestade Imperial, a Imperatriz

### Posições honorárias
- Vice-Presidente Honorária da Sociedade da Cruz Vermelha Japonesa.[34]

## Condecorações

O estandarte da princesa herdeira.

- Ordem do Tesouro da Felicidade Sagrada
- Ordem de Santo Olavo
- Grã-Cruz da Ordem do Infante D. Henrique de Portugal (2 de Dezembro de 1992)[35]